# Општина Крачунелу де Жос (Алба)
Крачунелу де Жос (рум. Crăciunelu de Jos) општина је у Румунији у округу Алба.
Oпштина се налази на надморској висини од 244 m.